# Přepychy (kraj hradecki)
Přepychy – gmina w Czechach, w powiecie Rychnov nad Kněžnou, w kraju hradeckim.
1 stycznia 2017 gminę zamieszkiwało 621 osób, a ich średni wiek wynosił 44,5 roku.